# Ministry of Defence Police
Die Ministry of Defence Police (MDP; deutsch „Polizei des Verteidigungsministeriums“) ist eine zivile Polizeibehörde im britischen Verteidigungsministerium. Innerhalb des Ministeriums gehört sie zur Ministry of Defence Police and Guarding Agency (MDPGA), welche durch Verwaltungszusammenführung am 1. April 2004 aus der MDP und dem Ministry of Defence Guard Service entstanden ist.
Die MDP ist eine Sonderpolizei. Sie ist für Sicherheit und Ordnung auf dem Gebiet des Verteidigungsministeriums und seiner nachgeordneten Einrichtungen sowie für sein Personal verantwortlich. Ferner bewacht sie seit 2008, auf drei Jahre befristet, die erdgasverarbeitenden Betriebe.
Die MDP ist nicht mit der Royal Military Police der British Army zu verwechseln, welche einen Teil der Militärpolizei im Vereinigten Königreich darstellt. Neben der MDP gibt es noch die Sovereign Base Areas Police (SBAP) in Zypern und die Gibraltar Defence Police (GDP) als zivile Polizeien im Geschäftsbereich des Verteidigungsministeriums. Sie sind von der MDP unabhängig. Polizisten dieser Behörden werden jedoch an der Polizeischule des Verteidigungsministeriums ausgebildet. Beamte der GDP unterstützen die MDP beim Einsatz anlässlich der Trafalgar -200-Feiern in Portsmouth.
Zur MDP gehören 3500 Beamte, die auf 110 Stationen in 86 Orten verteilt sind.

## Geschichte
1971 wurde die MDP aus der Air Force Department Constabulary (unterstand dem Air Ministry), der Army Department Constabulary (unterstand dem War Office) und der Admiralty Constabulary (unterstand der Admiralität) gebildet.
Diese drei Behörden wurden aufgrund des Special Constables Act 1923 eingerichtet.

## Aufgaben
Die MDP ist in erster Linie für die Sicherheit und Ordnung in Einrichtungen des Verteidigungsministeriums und nicht für den allgemeinen Polizeidienst zuständig. Gleichwohl unterstützt sie im Rahmen der Amtshilfe Territorialpolizeien. Während die Angehörigen der Service Police nur eingeschränkte Rechte gegenüber Zivilisten haben, haben die Angehörigen der MDP volle Polizeigewalt gegenüber Zivilisten und Soldaten.
Die Polizisten der MDP sind in einem der drei Rechtssysteme des Vereinigten Königreiches (England und Wales, Schottland, Nordirland) als Polizisten bestallt, je nachdem, wo sich ihr Dienstsitz befindet. Ihre Bestallung ist jedoch nicht auf ein Rechtssystem beschränkt. Ihre Befugnisse bestimmen sich nicht nach dem Ort, sondern die Diensthandlung muss in Zusammenhang mit dem Verteidigungsministerium stehen. Sie müssen sich zur Ausübung ihrer Befugnisse aber nicht auf dem Gebiet des Verteidigungsministeriums befinden. Sie dürfen Aufgaben einer Territorial- oder Sonderpolizei wahrnehmen, wenn diese Aufgaben während einer Tätigkeit anfallen, die mit ihren eigentlichen Aufgaben zusammenhängen. So ist zum Beispiel die Absicherung eines Unfallortes vor einer Kaserne durch die MDP oder die Verfolgung eines Straftäters während einer Streifenfahrt erlaubt. Der Chief Constable der MDP muss aber den Chief Constable der zuständigen Polizei sofort hiervon in Kenntnis setzen.
Im Einzelnen gilt für die Aufgabenwahrnehmung das folgende. Die Angehörigen der MDP haben Polizeiaufgaben
- an Orten, auf Land-, Luft- und Wasserfahrzeugen im Besitz, unter der Kontrolle oder in Verwendung für Zwecke
  - des Secretary of State for Defence,
  - des Defence Council of the United Kingdom,
  - eines Hauptquartiers oder einer Verteidigungsorganisation nach dem Visiting Forces and International Headquarters (Application of Law) Order 1965 oder
  - von Dienststellen einer befreundeten Macht sind
- auf Land-, Luft- und Wasserfahrzeugen, welche im Besitz, unter der Kontrolle oder in Verwendung für Zwecke einer Waffenfabrik sind und für die Herstellung oder Entwicklung von Waffen und Ausrüstung für Verteidigungszwecke verwendet werden,
- auf Land-, Luft- und Wasserfahrzeugen, welche im Besitz, unter der Kontrolle oder in Verwendung für Zwecke einer Werft sind, für Aufgaben, für die Streitkräfte verwendet werden,
- in Gebieten für welche Minister einem Einsatz der MDP zugestimmt hat und dies öffentlich bekannt gemacht wurde.
- in Angelegenheiten, die sich auf Eigentum der Krone, von internationalen Verteidigungsbündnissen, von Wehrmaterial oder Werften beziehen, oder die Sicherung von solchem Gebiet gegen unbefugte Handlungen
- in Angelegenheiten hinsichtlich Personen, die der Kontrolle des Defence Council unterstehen, beim Verteidigungsministerium oder Defence Council angestellt sind oder von diesen Behörden beauftragt wurden oder die einer Behörde nach dem Visiting Forces Act 1952 unterstehen
- in Angelegenheiten, die in Zusammenhang mit einem Straftat gegen oben genannte Personen stehen
- in Angelegenheiten, die sich auf oben genannte Personen beziehen und Tatbestände nach den Korruptionsbekämpfungsgesetzen von 1889 bis 1916 erfüllen
- in allen anderen Angelegenheiten, die aufgrund eines Vertrages mit dem Verteidigungsminister zum Zwecke seines Ministeriums oder des Defence Councils ausgeführt wurden.

Ferner kann die MDP tätig werden, wenn sie von einem Polizisten einer Territorialpolizei einschließlich des Police Service of Northern Ireland, der British Transport Police oder der Civil Nuclear Constabulary um Unterstützung bei einer bestimmten Amtshandlung, Ermittlung oder Tätigkeit gebeten wurde. Polizisten der MDP haben dann die Befugnisse der anfordernden Polizeibehörde für den jeweiligen Fall. Im Fall einer Anforderung durch eine Territorialpolizei beschränken sich die Befugnisse auf das Amtsgebiet der jeweiligen Behörde; bei einer Sonderpolizei hat der MDP-Polizist die Rechte wie ein Polizist der jeweiligen Sonderpolizei.
Außerdem kann der Chief Constable einer der obigen Behörden die MDP um Amtshilfe bitten.  So war die MDP beispielsweise beim G8-Treffen in Gleneagles 2005 aufgrund einer solchen Anforderung tätig. Außerdem wurde die MDP nach den Terroranschlägen im Londoner Nahverkehr am 7. Juli 2005 aufgrund einer solchen Anforderung der Metropolitan Police tätig. Dieser Einsatz war gleichzeitig der größte Einsatz von bewaffneten Beamten der MDP außerhalb ihres eigentlichen Aufgabenbereichs.
Ein Polizist der MDP kann sich außerdem selbst mit den Rechten eines Polizisten einer Territorialpolizei versehen (urgently powers), wenn Tatsachen die Annahme rechtfertigen, dass eine Person eine Straftat begangen hat, begeht oder begehen wird oder dass ein Eingreifen zur Bekämpfung einer Gefahr für Leib oder Leben einer Person notwendig ist.
Die Rechte darf der Polizist nur dann wahrnehmen, wenn er Uniform trägt oder sich mit einem Dienstausweis ausweisen kann und es gewichtige Gründe gibt, warum der Beamte mit seinen eigenen Rechten nicht tätig werden kann und das Eintreffen der örtlich zuständigen Polizei nicht abgewartet werden kann.
Die MDP teilt ihre Aufgaben in fünf Bereiche ein:
- Bewaffneter Wachdienst und Terrorismusabwehr
- Uniformierter Dienst
- Kriminalpolizeiliche Ermittlungen und Betrug
- Verhalten und Verbrechensvorbeugung
- Internationale Zusammenarbeit und Ausbildung

### Dienststellen
Die MDP ist an 86 Orten mit 120 Dienststellen vertreten. Darunter finden sich neben Kasernen auch militärische Wohnbereiche, Truppenübungsplätze, Königliche Werften, das Atomic Weapons Establishment, das Royal Arsenal, Munitionsdepots und Lager, die Royal Ordnance Factories, Forschungseinrichtungen sowie seit Januar 2008 Erdgasterminals im Rahmen des Programms Critical National Infrastructure. Seit dem Ende des Kalten Krieges und des Nordirlandkonflikts, der Schließung des Royal Arsenals Woolwich und der Privatisierung von Einrichtungen wie den Royal Ordnance Factories wurde die Zahl der Dienststellen reduziert. Ferner wurden an vielen Kasernen der bewaffnete Wachdienst vom Military Provost Guard Service (MPGS) übernommen. Hier ist die MDP zwar noch für reine Polizeiaufgaben vor Ort, jedoch mit reduzierter Besetzung.

## Struktur
Die MDP wird von einem Chief Constable geleitet, der gleichzeitig die Ministry of Defence Police and Guarding Agency leitet. Seit 1995 ist der Sitz auf dem ehemaligen Fliegerhorst der United States Air Force in Wethersfield, welcher seitdem als MDPGA Wethersfield bezeichnet wird. Dort befindet sich die Leitstelle und der Stab der Polizei (Wethersfield Central Control Room and Gold Command Suite), ferner die Polizeischule.
Seit 2003 ist die MDP in folgende Bezirke eingeteilt, welche jeweils von einem Chief Superintendent geleitet werden:
- Scottish Division
- North Eastern Division
- Western Division
- Atomic Weapons Establishment Division (AWE Division)
- South East Division.

In jedem Bezirk gibt es einen Führungsstab, eine Kriminalpolizei (CID) und eine Unterstützungsgruppe, welche für kurzfristige Einsätze bei Notfällen zuständig ist.

## Uniform und Bewaffnung

### Uniform
Bis auf das Abzeichen ist die Uniform mit der des Metropolitan Police Service identisch. Beamte für bewaffnete Spezialaufgaben und in Hochsicherheitsbereichen tragen schwarze Westen und Hosen sowie Baseballmützen. Ferner können schwarze ballistische Helme und militärische Körperschutzausrüstungen zum Einsatz kommen.
Alle Beamten sind mit Schutzwesten, Reizstoffsprühgeräten mit Nonivamid, Schlagstöcken und Handschellen ausgestattet.

### Bewaffnung
Bei der MDP sind alle Beamte an Waffen ausgebildet, und etwa drei Viertel der Beamten sind im Dienst bewaffnet; davon tragen die meisten Beamten die MP 7 von Heckler und Koch.
Einige Spezialeinheiten, beispielsweise die Beamten in der Sicherheitszone der Regierungsgebäude (Government Security Zone) und die Angehörigen der Taktischen Unterstützungsgruppen und der Special Escort Group, sind mit der MP 5 von Heckler und Koch oder mit der SIG-Sauer-P226-Pistole ausgestattet. Die SIG Sauer P226 wurde in Einheiten mit zusätzlicher Faustfeuerwaffe gegen die FN Browning HP ausgetauscht. Einheiten in London sind mit Elektroimpulsgeräten (sog. Taser) ausgestattet, die zusammen mit den eingeführten Gummigeschossen eine Alternative zum Waffengebrauch bieten sollen.
Beamte der AWE Division und solche, die mit Atomwaffen oder Nuklearmaterial arbeiten, wie die Special Escort Group, wurden seit 2007 mit dem SA80-Sturmgewehr ausgestattet.

### Fahrzeuge

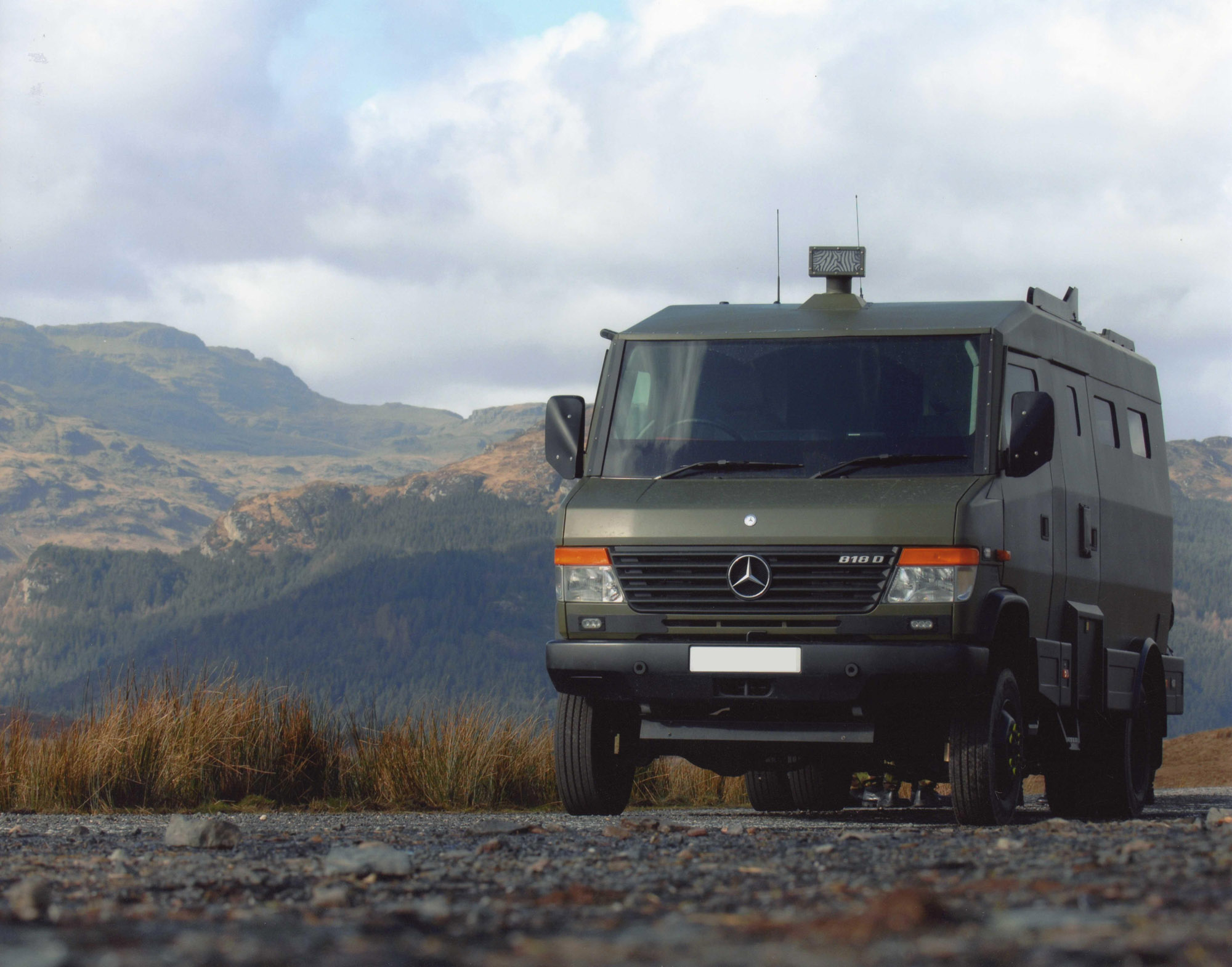
Geschützes Fahrzeug auf Basis eines Mercedes-Benz Vario

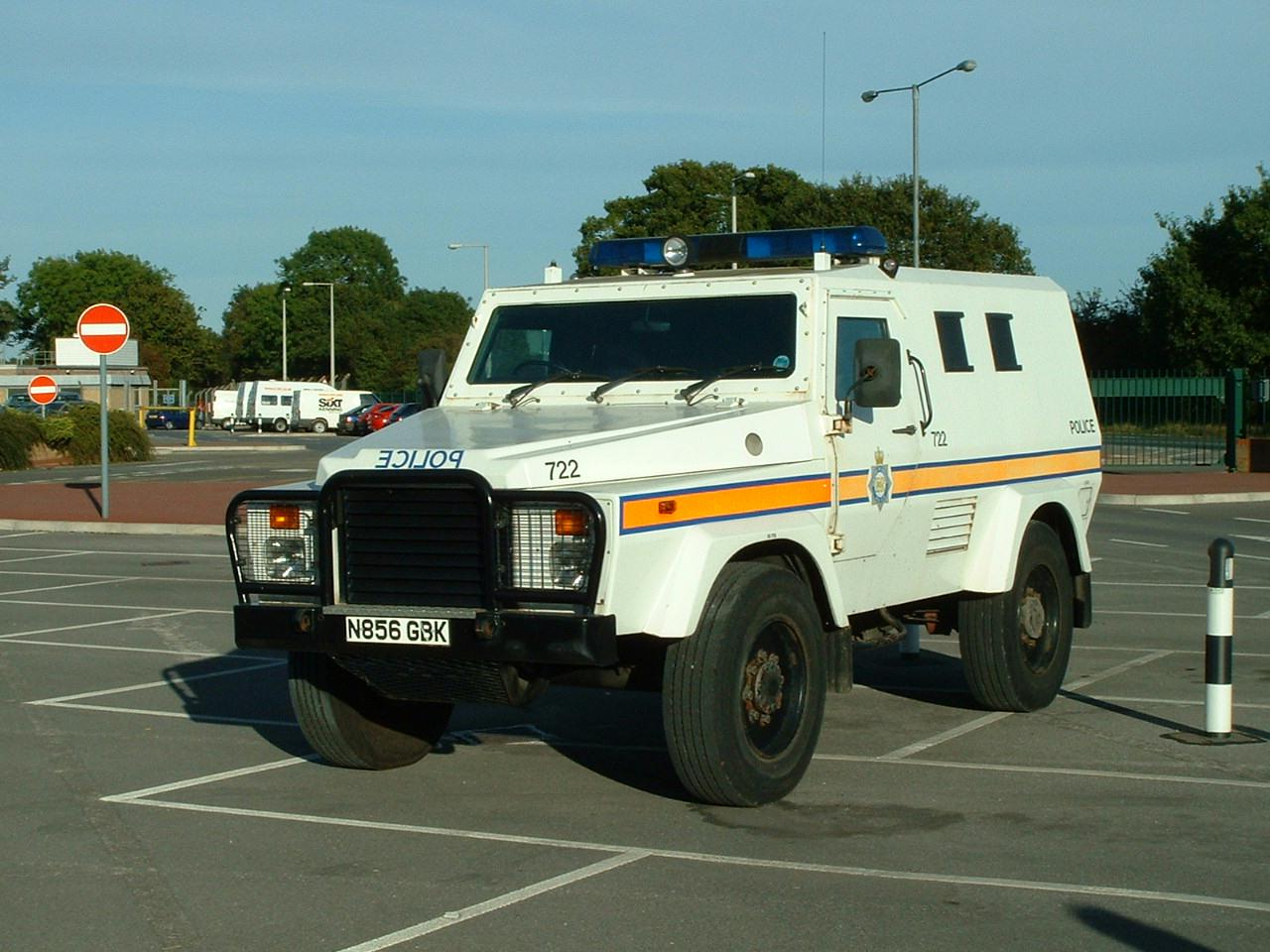
Geschützes Fahrzeug auf Basis eines Alvis Tactica

Bei der MDP kommen neben Streifenwagen auch Geländewagen und spezielle, gepanzerte Begleitfahrzeuge zum Einsatz. 2006 wurden Battenberg-Markierungen eingeführt.
Die AWE Division und die Special Escort Group verwenden gepanzerte Fahrzeuge auf Basis des Mercedes-Benz Vario. Für den Gebrauch auf öffentlichen Straßen sind sie in blau gehalten, während es sie auch in olivgrün für den Einsatz auf Militärgelände gibt. Das Fahrzeug ersetzte die Alvis-Tactica-Fahrzeuge.